# Glock 31
Glock 31 — самозарядный пистолет, созданный австрийской компанией Glock в 1998 году для американского рынка оружия под популярный патрон .357 SIG. Создан на базе стандартного Glock 17 (имеет идентичные размеры). В связи с применением более мощного боеприпаса ёмкость магазина была уменьшена до 15 патронов.

## Описание
Автоматика модели Glock 31, как и в предыдущих пистолетах семейства «Glock» (кроме калибра .380 Auto), работает за счёт отдачи ствола при его коротком ходе. Запирание канала ствола осуществляется за счёт вхождения верхнего выступа ствола в окно кожуха-затвора. Отпирание канала ствола осуществляется при опускании его казенной части вниз с помощью нижнего прилива казенника и оси во время отдачи ствола.
Кожух-затвор, имеющий П-образную форму, выполнен из стали методом высокоточного литья и подвергнут специальной обработке для повышения коррозионной и износостойкости.
Ствол с гексагональным каналом, также как и кожух-затвор обработан специальным покрытием «тенифер».
Пистолет имеет ударниковый ударно-спусковой механизм, так называемого «безопасного действия» (Safe Action), с 3 автоматическими предохранителями, в том числе одним — на спусковом крючке. Особенностью УСМ «безопасного действия» является то, что в ходе цикла перезарядки пистолета ударник взводится лишь частично, при этом он заблокирован при помощи автоматического предохранителя. Довзведение ударника происходит только при нажатии на спусковой крючок, при этом ударник остаётся заблокирован от движения вперёд вплоть до момента полного выжимания спускового крючка. Таким образом, удаётся достигнуть однообразного усилия на спусковом крючке от первого до последнего выстрела, что положительно сказывается на точности стрельбы. Стандартное усилие спуска — 2,5 кг.
Прицельные приспособления открытого типа смонтированы на плоской верхней поверхности кожух-затвора и включают сменные постоянные мушку с прицелом. Штатно мушка снабжена светящейся точкой, а прямоугольная прорезь прицела обрамлена светящейся рамкой.
Штатно питание пистолета боеприпасами осуществляется из отъёмного коробчатого магазина с двухрядным расположением 15 патронов в шахматном порядке. Кроме этого возможно использование магазина ёмкостью на 17 патронов, а также на 10 патронов с их однорядным расположением.
Рамка пистолета совместно с рукояткой и спусковой скобой выполнена из высокопрочного полимерного материала (пластика). Направляющие рамки, по которым движется стальной затвор-кожух, усилены стальными вставками.
Пистолет имеет рукоятку с выемками под пальцы на передней стороне рукоятки и небольшие «полочки» под большой палец на их боковинах.
Под стволом расположены направляющие для крепления различных аксессуаров (лазерный целеуказатель, фонарь и др).
Все металлические детали модели Glock 31 обработаны по технологии «теннифер» (Tennifer). В результате такой обработки поверхность на глубину 0,05 мм приобретает твёрдость порядка 69 единиц по Роквелу (для сравнения — твёрдость технических алмазов 71-72).

## Тактико-технические характеристики
- Калибр: .357 SIG
- Длина оружия: 186 мм
- Длина ствола: 114 мм
- Высота оружия: 138 мм
- Ширина оружия: 30 мм
- Масса без патронов: 660 г
- Ёмкость магазина: 15 (опционально 17) патронов